# Opogona omoscopa
Opogona omoscopa is een vlinder uit de familie echte motten (Tineidae). De wetenschappelijke naam is voor het eerst geldig gepubliceerd in 1893 door Meyrick.
De soort komt voor in Europa.